# ميكي دانيلز
ميكي دانيلز (بالإنجليزية: Mickey Daniels)‏ مواليد 11 أكتوبر 1914 في وايومنغ، الولايات المتحدة - الوفاة 20 أغسطس 1970 في سان دييغو، هو ممثل أمريكي بدأ مسيرته الفنية سنة 1921. من أعماله السلامة أخيرا!.

## روابط خارجية
- ميكي دانيلز على موقع IMDb (الإنجليزية)
- ميكي دانيلز على موقع تيرنر كلاسيك موفيز (الإنجليزية)
- ميكي دانيلز على موقع أول موفي (الإنجليزية)
- ميكي دانيلز على موقع قاعدة بيانات الفيلم (الإنجليزية)